# Adolf Just
Adolf Just, né le 8 août 1859 à  Lüthorst en Hanovre et mort le 20 janvier 1936 à Starnberg, est un auteur et naturopathe allemand,  promoteur du végétarisme et du retour à la nature.

## Biographie
L'aîné de douze enfants, il a grandi à la ferme familiale. Sur avis du pasteur local, ses parents l'ont envoyé au lycée (Gymnasium) de Goslar où il fit son baccalauréat (Abitur). Il commença une formation de libraire à Leipzig puis à Brunswick, mais il fut atteint d'une névrose qui n'a pu être traitée par la médecine conventionnelle. La maladie le fit se tourner vers l’étude de méthodes naturelles de guérison telles que la méthode Kneipp. Il recommandait en particulier l’usage thérapeutique de l’argile (Lœss) dont il fut un des premiers promoteurs.

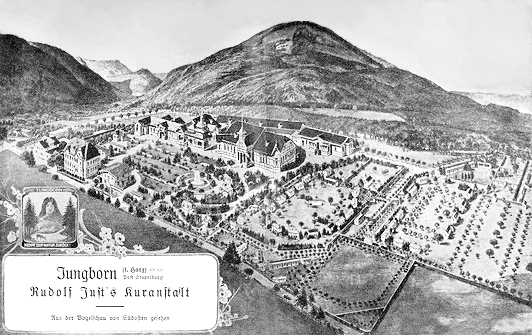
Le sanatorium Jungborn vers 1920.

En 1895, il établit le sanatorium Jungborn (« fontaine de Jouvence ») sur l'emplacement d'une ancienne auberge près de Stapelburg au pied des montagnes du Harz. Ouvert le 20 juin 1896, de nombreuses personnalités y allèrent. En juillet 1912, l'écrivain Franz Kafka fut un des patients, suivi des acteurs Marika Rökk, Hans Albers et Viktor de Kowa dans les années ultérieures. Après avoir visité l'établissement en 1897, le pasteur Emanuel Felke a créé un centre similaire à Sobernheim.
Sa défaillances nerveuse l'oblige à remettre la direction de l'institut puis il en créa un autre entreprise en 1918, la Heilerde-Gesellschaft (Société de terre médicinale) à Blankenburg. Ses thèses eurent une certaine influence en Inde, en particulier sur Gandhi, où des centres de naturopathie furent créés. Il est généralement considéré comme un des premiers modèles au XXe siècle de la culture hippie et pour commencer des naturmensch allemands en particulier depuis la parution de son livre « Retourner à la nature !».

## Publications
- Kehrt zur Natur zurück! Die wahre naturgemäße Heil- und Lebensweise. Wasser, Licht, Luft, Erde, Früchte und wirkliches Christentum, 1895 (« Retourner à la nature !» texte en anglais [PDF])
- Jungborn-Echo. Kurze Geschichte des Jungborn, besonders interessante Urteile, Berichte, Artikel und wichtige Kurberichte, 1904
- Der Jungborn - Tisch. Ein neues, einfaches, vegetarisches Kochbuch, 1905
- Die Hilfe auf dem Wege! Geistes- und Seelenleben, 1907
- Der Kampf um die Wahrheit. Die naturgemäße Lebensweise (Erde und Lehm) vor Gericht, 1907
- Die naturgemäße Heilweise in kurzer Darstellung. Das Heil des Menschen für Leib, Geist und Seele, 1913
- Die Heilerde, das alte Natur- und Volksheilmittel und seine wunderbaren Heilerfolge bei innerer und äußerer Anwendung. Die ganze wahre naturgemäße Heilweise auf christlicher Grundlage, 1919
- Die Erde als Heilmittel. Das alte Natur- und Volksheilmittel und seine wunderbaren Heilerfolge bei innerer und äußerer Anwendung. Die wahre naturgemäße Heilweise auf christlicher Grundlage, 1921
- Wege und Irrwege zum modernen Schlankheitskult : Diätkost und Körperkultur als Suche nach neuen Lebensstilformen 1880-193 Sabine Merta, 2003 Franz Steiner  (ISBN 978-3-515-08109-2)
- Wasser, Fasten, Luft und Licht : die Geschichte der Naturheilkunde in Deutschland, Uwe Heyll, 2006 Campus  (ISBN 978-3-593-37955-5)